# Drievoudig gedraaide romboëdrisch icosidodecaëder
Een drievoudig gedraaide romboëdrisch icosidodecaëder is in de meetkunde het johnsonlichaam J75. Deze ruimtelijke figuur kan worden geconstrueerd door op een rombische icosidodecaëder drie vijfhoekige koepel J5 36° te draaien.
De gedraaide romboëdrisch icosidodecaëder J72, de paradubbelgedraaide romboëdrisch icosidodecaëder J73 en de metadubbelgedraaide romboëdrisch icosidodecaëder J74 worden ook geconstrueerd door vijfhoekige koepels op een rombische icosidodecaëder te draaien, maar die lichamen zijn anders. Het gaat daarbij om een, twee en weer twee vijfhoekige koepels, die worden gedraaid.
- (en)  MathWorld. Trigyrate Rhombicosidodecahedron.